# Wang Tiwu
Wang Tiwu (en chino, 王惕吾; Dongyang, Zhejiang, Dongyang, China; 29 de agosto de 1913-República de China, 11 de marzo de 1996) fue el fundador del periódico taiwanés United Daily News. Miembro del Comité Central y del Comité Permanente del Kuomintang, fue conocido por sus aportaciones a los medios de comunicación de Taiwán.

## Biografía
La familia Wang era originaria de Zhejiang. En 1947, Wang era coronel del ejército de Chiang Kai-shek, viajó a Taiwán y fundó el periódico United Daily News. Su hija, Wang Shaw-lan, heredó el periódico y ha seguido dirigiéndolo.

#### Gobierno en Taiwán
A lo largo de 1949, se establecieron en Taiwán numerosos altos cargos y simpatizantes del régimen republicano. Alrededor de un millón y medio de chinos continentales se refugiaron en Taiwán. Durante los 26 años que transcurrieron desde 1949 hasta la muerte de Chiang Kai-shek, el líder gobernó Taiwán como dictador. El 1 de marzo de 1950, se proclamó presidente de China. Los sucesivos congresos del Kuomintang (en 1952, 1957 y 1963) siguieron eligiéndolo como presidente del partido. La indiferencia estadounidense hacia Chiang desapareció repentinamente con el estallido de la guerra de Corea y Truman envió a la 7.ª Flota en junio para proteger Taiwán.